# Топтання
Топтання (рос. топтание, англ. loading and off-loading process of enclosing rocks; нім. Be- und Entlastungsprozess m der Nebengesteine) — процес періодичного навантаження та розвантаження бокових порід при пересуванні механізованого кріплення та прохідницьких комбайнів, що викликає порушення стійкості виробки.